# Drunten Wetan
Drunten Wetan is een bestuurslaag in het regentschap Indramayu van de provincie West-Java, Indonesië. Drunten Wetan telt 9250 inwoners (volkstelling 2010).